# Let It Be
„Let It Be“ е 12-ият и последен студиен албум на английската рок група The Beatles.
Издаден е на 8 май 1970 г. от лейбъла на групата Епъл Рекърдс, скоро след членовете ѝ обявяват, че се разделят. Повечето от песните в албума са записани през януари 1969 г. преди записите и излизането на албума „Аби Роуд“.
Поначало Let It Be е трябвало да излезе преди Abbey Road в средата на 1969 г., но музикантите не били доволни от версията, миксирана от Глин Джоунс („Glyn Johns“) и затова проектът е временно замразен. Новата му версия е създадена от Фил Спектър в началото на 1970 г. и точно тя бива издадена.
Албумът е и саундтрак на едноименния документален филм за групата от 1970 г. Две от песните в албума – „Get Back“ и „Let It Be“, са предварително издадени като сингли и в албума присъстват техни ремикси, подготвени от Фил Спектър.
| Страна А: Let It Be, 1970 |                                                                           |                   |       |
| #                         | Заглавие на песента                                                       | Автор(и)          | Време |
| 1.                        | Two of Us                                                                 | Маккартни и Ленън | 3:33  |
| 2.                        | Dig a Pony                                                                | Ленън             | 3:52  |
| 3.                        | Across the Universe                                                       | Ленън             | 3:47  |
| 4.                        | I Me Mine (Джордж Харисън)                                                | Харисън           | 2:25  |
| 5.                        | Dig It (Ленън/Маккартни/Харисън/Старки)                                   | Ленън             | 0:49  |
| 6.                        | Let It Be                                                                 | Маккартни         | 4:04  |
| 7.                        | Maggie Mae (традиционна песен, аранжимент Ленън/Маккартни/Харисън/Старки) | Ленън и Маккартни | 0:41  |

| Страна Б: Let It Be, 1970 |                           |                   |       |
| #                         | Заглавие на песента       | Автор(и)          | Време |
| 1.                        | I've Got a Feeling        | Маккартни и Ленън | 3:37  |
| 2.                        | One After 909             | Ленън и Маккартни | 2:52  |
| 3.                        | The Long and Winding Road | Маккартни         | 3:37  |
| 4.                        | For You Blue (Харисън)    | Харисън           | 2:32  |
| 5.                        | Get Back                  | Маккартни         | 3:07  |